# Antoni Nowomiejski
Antoni Nowomiejski (ur. ok. 1752 roku) – podpułkownik w powstaniu kościuszkowskim, porucznik Pułku Nadwornego Króla w latach 1775 – 1789.